# Kugelrohr

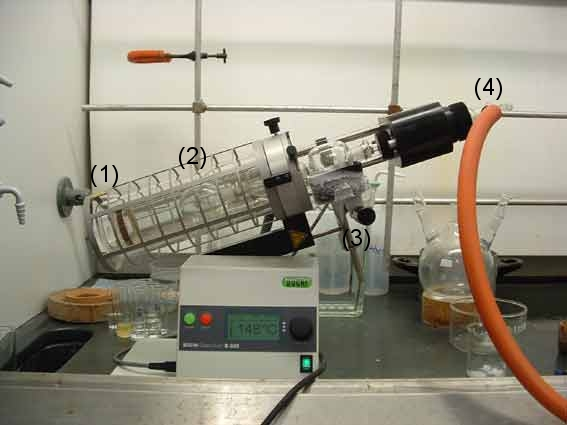
1. Hittemantel
2. Kolf met te destilleren vloeistof
3. Koelbad
4. Vacuümuitgang en elektrische motor (om de kolf te draaien)

Een Kugelrohr (Duits voor balbuis) is een apparaat voor korteafstandvacuümdestillaties en wordt gewoonlijk gebruikt om relatief kleine hoeveelheden met een hoog kookpunt (gewoonlijk hoger dan 300°C) te destilleren onder zeer verlaagde druk.

## Ontwerp
Korte afstand betekent in dit geval dat de dampen van het destillaat slechts een korte afstand hoeven af te leggen, wat verlies helpt voorkomen en bovendien het opvangen van het destillaat versnelt. Destilleren onder vacuüm voorkomt dat het materiaal verkoolt en zorgt er bovendien voor dat de destillatie op lagere temperatuur kan plaatsvinden.
Het apparaat bestaat uit een elektrische verhitting met een digitale thermostaat en twee of meer bollen verbonden via geslepen glas. Het materiaal dat gedestilleerd moet worden wordt in de laatste bol geplaatst. De andere bollen kunnen gebruikt worden om de destillaten in fracties af te vangen. Een motor wordt gebruikt om de bollen te draaien wat kookvertraging voorkomt voor een efficiëntere destillatie.